# NGC 1969
NGC 1969 (còn được gọi là ESO 56-SC124) là cụm sao mở trong chòm sao Kiếm Ngư và là một phần của Đám mây Magellan Lớn. Nó được James Dunlop phát hiện vào ngày 24 tháng 9 năm 1826. Kích thước rõ ràng của nó là 0,8 phút cung.